# Vriezekoop
Vriezekoop est un hameau néerlandais, situé dans la commune de Kaag en Braassem en Hollande-Méridionale, entre Leyde et Amsterdam.
Historiquement, Vriezekoop a longtemps été rattaché au village de Leimuiden, au moins depuis le XVIIIe siècle. Un acte d'achat datant de 13 mars 1728 les mentionne alors ensemble.
En 1840, le village comptait 28 maisons et 241 habitants.